# Ricardo Torres (boxeador)
Ricardo Antonio Torres Tafur (Magangué, Bolívar, 16 de febrero de 1980) es un exboxeador colombiano. Fue manejado por Billy Chams, dueño de la cuerda "Cuadrilátero", con sede en Barranquilla. Su hermano, José Miguel Torres, también es boxeador profesional.
Durante su niñez, Torres quería ser jugador de fútbol, pero su padre, quien practicó boxeo en los años 1970, lo animó a que se concentrara en el boxeo. 

## Carrera profesional
Torres comenzó a pelear profesionalmente en 2001 y tuvo una racha de 26 victorias consecutivas antes de perder por KO en una batalla campal con Miguel Ángel Cotto por el título wélter junior de la OMB.  Después de perder ante Cotto, derrotó a Mike Arnaoutis por el mismo título wélter junior abandonado por Cotto ganando por decisión dividida.

### Récord profesional
| 33 victorias (29 knockouts), 2 derrotas, 0 empates |        |                |      |             |            |                                                            |                                                 |
| Res.                                               | Récord | Oponente       | Tipe | Rd., Tiempo | Fecha      | Lugar                                                      | Notas                                           |
| Victoria                                           | 33-2   | Raúl Pinzón    | TKO  | 10 (10)     | 2009-05-15 | Hotel Pradomar, Puerto Colombia, Colombia                  |                                                 |
| Derrota                                            | 32-2   | Kendall Holt   | KO   | 1 (12)      | 2008-07-05 | Planet Hollywood Resort and Casino, Las Vegas, Nevada, USA | Título wélter junior de la OMB.                 |
| Victoria                                           | 32-1   | Kendall Holt   | TKO  | 11 (12)     | 2007-09-01 | Salón Jumbo del Country Club, Barranquilla, Colombia       | Retuvo el título wélter junior de la OMB.       |
| Victoria                                           | 31-1   | Arturo Morua   | UD   | 12          | 2007-04-28 | Coliseo Universidad del Norte, Barranquilla, Colombia      | Retuvo el título wélter junior de la OMB.       |
| Victoria                                           | 30-1   | Mike Arnaoutis | SD   | 12          | 2006-11-18 | Thomas & Mack Center, Las Vegas, Nevada, USA               | Ganó el título vacante wélter junior de la OMB. |
| Victoria                                           | 29-1   | Carlos Donquiz | KO   | 2 (10)      | 2006-06-30 | Coliseo Elías Chegwin, Barranquilla, Colombia              |                                                 |
| Derrota                                            | 28-1   | Miguel Cotto   | KO   | 7 (12)      | 2005-09-24 | Boardwalk Hall, Atlantic City, New Jersey, USA             | Título wélter junior de la OMB.                 |